# Gaining through losing
gaining through losing（中譯：歷久彌堅）是日本男歌手平井堅的第四張原創專輯，日本地區於2001年7月4日發行。發行首周取得Oricon日本公信榜亞軍，登場回數27周，總銷量超過108萬張，獲得日本唱片協會百萬唱片認證。

## 解説
- 距離上一張原創專輯『THE CHANGING SAME』約一年多的第四張原創專輯。
- 収録了上一張原創專輯『THE CHANGING SAME』後發行的所有單曲「LOVE OR LUST」、「even if」、「Miracles」、「KISS OF LIFE」，以及兩首c/w曲「TABOO」、「TUG OF WAR」。
- 繼前作『THE CHANGING SAME』後，平井堅的第二張百萬專輯。
- 專輯發行後，以本專輯為主題的演唱會「Ken Hirai Live Tour 2001 "gaining through losing"」於全國巡迴演出，並且首次登上日本武道館，現場實況收錄於2002年1月30日發行的DVD『Ken Hirai Films Vol.4 LIVE TOUR 2001 gaining through losing at the BUDOKAN』。

## 單曲銷量
- LOVE OR LUST：ORICON最高第6名。銷量約26.4萬張
- even if：ORICON最高第3名。銷量約33.4萬張
- Miracles：ORICON最高第4名。銷量約24萬張
- KISS OF LIFE：ORICON最高第2名。銷量約55.5萬張

## 収録曲
1. She is!
  - 作詞：平井堅／作曲・編曲：中野雅仁
2. KISS OF LIFE
  - 作詞：平井堅／作曲：平井堅、中野雅人／編曲：中野雅仁
  - フジテレビ系ドラマ「ラブレボリューション」主題歌
3. L'Amant
  - 作詞：平井堅／作曲・編曲：松原憲
4. Miracles
  - 作詞・作曲: 平井堅／編曲: Maestro-T
  - SUNTORY「Triangle」電視廣告曲※本人出演
5. TUG OF WAR
  - 作詞：平井堅／作曲：平井堅、中野雅人／編曲：中野雅仁
6. メリー・ゴー・ラウンド・ハイウェイ
  - 作詞：多田琢／作曲・編曲：中野雅仁
7. TABOO
  - 作詞：平井堅／作曲・編曲：Maestro-T
8. Sweet Pillow
  - 作詞：平井堅／作曲・編曲：中野雅仁
9. LOVE OR LUST
  - 作詞：平井堅／作曲：平井堅、松原憲／編曲：中野雅仁
10. ワールズエンド
  - 作詞：多田塚／作曲・編曲：クリヤ・マコト
11. even if
  - 作詞・作曲：平井堅／編曲：松原憲
12. Gaining Through Losing
  - 作詞・作曲：平井堅／編曲：亀田誠治
  - F4「流星雨」原曲